# Hireraikumpi, Devadurga
Hireraikumpi là một làng thuộc tehsil Devadurga, huyện Raichur, bang Karnataka, Ấn Độ.